# نهائي دوري أبطال أوروبا للسيدات 2021
كان نهائي دوري أبطال أوروبا للسيدات 2021 المباراة النهائية لدوري أبطال أوروبا للسيدات 2020-21، والموسم العشرون من بطولة كرة القدم النسائية الأولى في أوروبا التي ينظمها الاتحاد الأوروبي لكرة القدم، والموسم الثاني عشر منذ إعادة تسميته من كأس الاتحاد الأوروبي لكرة القدم للسيدات إلى دوري أبطال أوروبا للسيدات . أقيم في غاملا أوليفي في غوتنبرغ، السويد في 16 مايو 2021،  بين نادي تشيلسي الإنجليزي ونادي برشلونة الإسباني. نظرًا للقيود المحلية في السويد الناجمة عن وباء كوفيد-19، ستُلعب المباراة خلف أبواب مغلقة.
بالنسبة لتشيلسي، أصبح أول نادٍ على الإطلاق يصل فرق الرجال والسيدات إلى نهائي دوري أبطال أوروبا في نفس الموسم، بعد أن تأهلوا أيضًا إلى نهائي دوري أبطال أوروبا للرجال.
فاز برشلونة بالمباراة 4-0 ليحرز لقبه الأول في دوري أبطال أوروبا. وبذلك، أصبح أول ناد يفوز بألقاب دوري أبطال أوروبا للرجال والسيدات. كان فوزهم أيضًا أكبر انتصار جميع نهائيات دوري أبطال أوروبا للسيدات.

## الفرق
في الجدول التالي ، كانت النهائيات حتى عام 2009 في حقبة كأس الاتحاد الأوروبي للسيدات، منذ عام 2010 كانت في حقبة دوري أبطال أوروبا للسيدات.
| الفريق  | الظهور في النهائيات السابقة (بخط عريض يشير إلى الفائزين) |
| ------- | -------------------------------------------------------- |
| تشيلسي  | -                                                        |
| برشلونة | 1 (2019)                                                 |

## الملعب

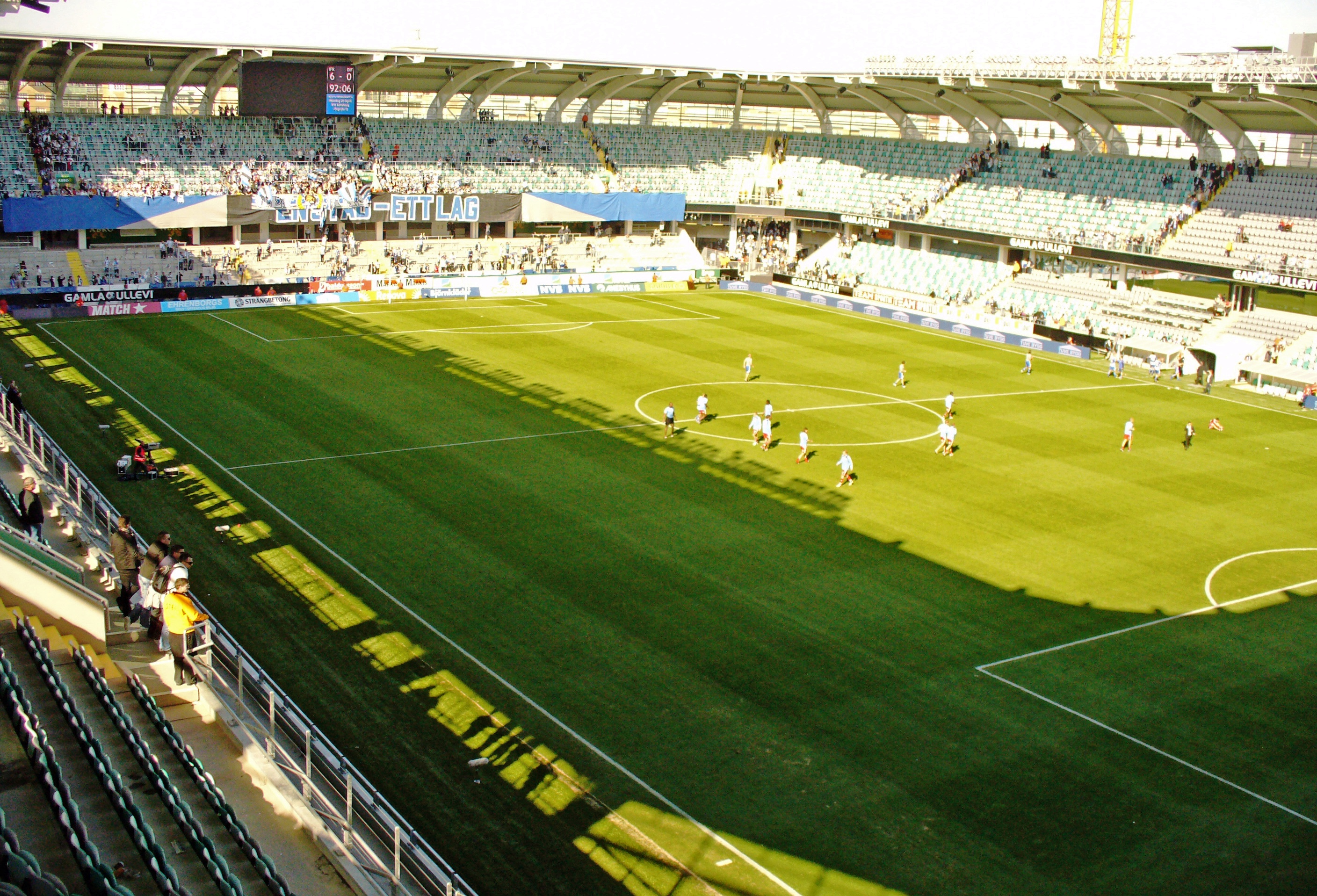
سيستضيف غاملا أوليفي في جوتنبرج المباراة النهائية.

ستكون هذه أول مباراة نهائية في مسابقة للاتحاد الأوروبي للأندية يستضيفها ملعب غاملا أوليفي، وأول مرة تستضيفها مدينة جوتنبرج منذ نهائي كأس الاتحاد الأوروبي 2004 في نيا أوليفي. استضاف الملعب سابقًا مباريات في بطولة أمم أوروبا للسيدات 2013 وبطولة أوروبا تحت 21 سنة 2009.

### اختيار المضيف
تم إطلاق عملية تقديم عطاءات مفتوحة في 28 سبتمبر 2018 من قبل الاتحاد الأوروبي لكرة القدم لتحديد مواقع نهائيات دوري أبطال أوروبا و الدوري الأوروبي ودوري أبطال أوروبا للسيدات لعام 2021. كان أمام الإتحادات حتى 26 أكتوبر 2018 للتعبير عن اهتمامها، ويجب تقديم ملفات الترشيح بحلول 15 فبراير 2019.
أعلن الاتحاد الأوروبي لكرة القدم في 1 نوفمبر 2018 أن اتحادين قد أعربا عن اهتمامهما باستضافة نهائي دوري أبطال أوروبا للسيدات 2021. وفي 22 فبراير 2019، قدمت إحدى الإتحادات ملفها بحلول الموعد النهائي.
| الدولة | الملعب       | مدينة   | الطاقة الإستيعابية |
| ------ | ------------ | ------- | ------------------ |
| السويد | جاملا أوليفي | جوتنبرج | 16,600             |

أعرب الاتحاد التشيكي لكرة القدم عن اهتمامه بترشيح ملعب سينوبو في براغ، لكنه في النهاية لم يقدم ملفاً.
تم اختيار غاملا أوليفي من قبل اللجنة التنفيذية للاتحاد الأوروبي خلال اجتماعهم في باكو ، أذربيجان في 29 مايو 2019.

## الطريق إلى النهائي
ملاحظة: في جميع النتائج أدناه ، يتم إعطاء درجة المتأهل للنهائي أولاً (د: داخل الأرض ؛ خ: خارج الأرض).
| تشيلسي        | تشيلسي | تشيلسي        | تشيلسي         | الدور              | برشلونة          | برشلونة | برشلونة       | برشلونة        |
| ------------- | ------ | ------------- | -------------- | ------------------ | ---------------- | ------- | ------------- | -------------- |
| الخصم         | Agg.   | المحطة الأولى | المحطة الثانية | مرحلة خروج المغلوب | الخصم            | Agg.    | المحطة الأولى | المحطة الثانية |
| بنفيكا        | 8-0    | 5–0 (خ)       | 3–0 (د)        | دور الـ 32         | آيندهوفن         | 8-2     | 4-1 (خ)       | 4-1 (د)        |
| أتلتيكو مدريد | 3-1    | 2–0 (د)       | 1–1 (خ)        | دور الـ 16         | فورتونا هيورينغ  | 9-0     | 4–0 (د)       | 5–0 (خ)        |
| فولفسبورغ     | 5-1    | 2–1 (د)       | 3–0 (خ)        | الدور ربع النهائي  | مانشستر سيتي     | 4-2     | 3–0 (د)       | 1-2 (خ)        |
| بايرن ميونيخ  | 5-3    | 1-2 (خ)       | 4-1 (د)        | نصف النهائي        | باريس سان جيرمان | 3-2     | 1–1 (خ)       | 2–1 (د)        |

## قبل المباراة

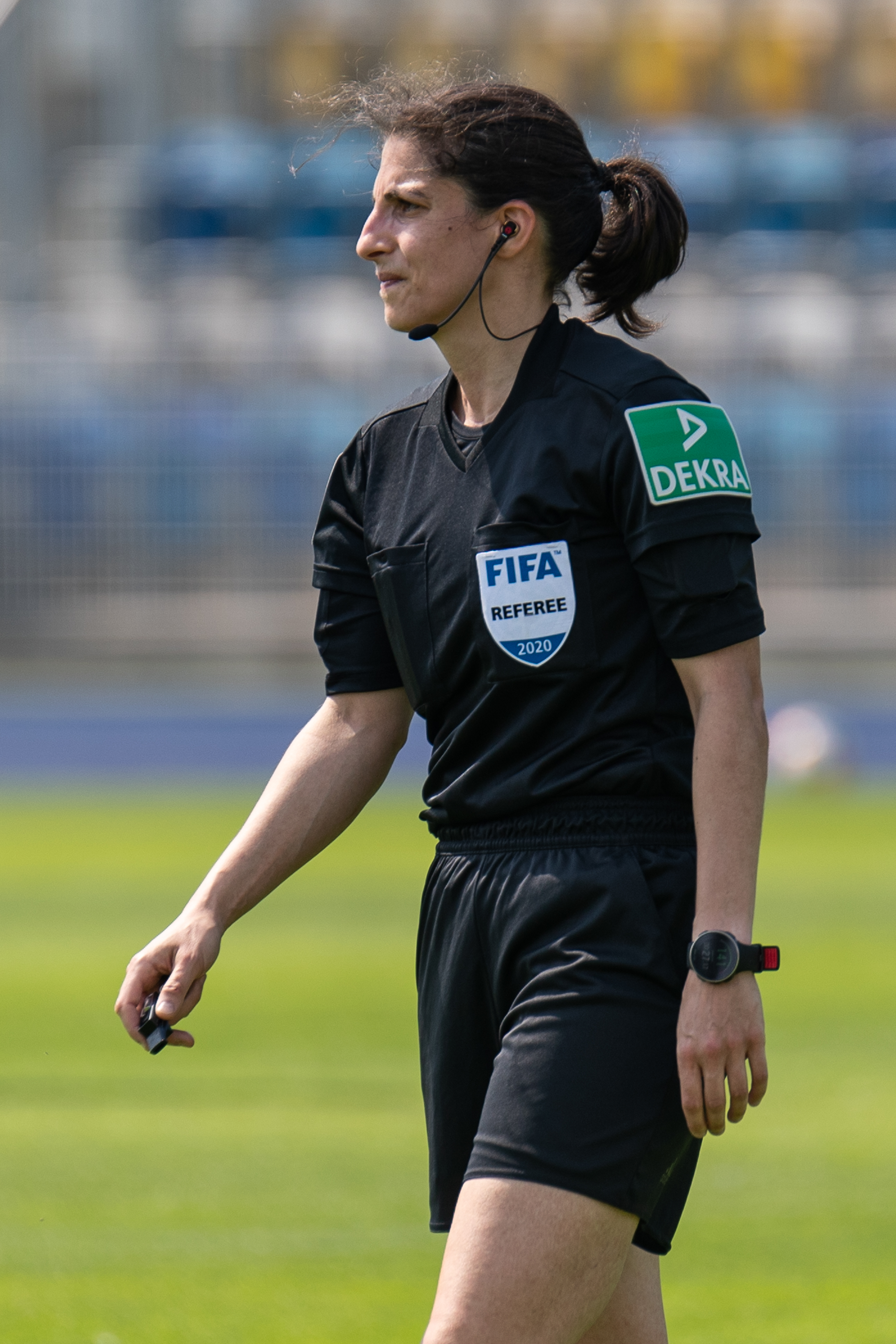
أدارت الحكم الألمانية ريم حسين المباراة النهائية.

### المسؤولون
في 4 مايو 2021، عين الاتحاد الأوروبي لكرة القدم (اليويفا) الألمانية ريم حسين حكما للمباراة النهائية. كانت حسين حكماً في الاتحاد الدولي منذ عام 2009، وحكمت من قبل في بطولة الأمم الأوروبية للسيدات 2017 وكأس العالم للسيدات 2019. وستنضم إليها مواطنتها كاترين رافالسكي والنمساوية سارة تيليك كمساعدين للحكم. وستكون كاتالين كولكسار من المجر بمكان الحكم الرابع، بينما ستكون السويدية جوليا ماجنوسون حكماً احتياطياً مساعداً. سيعمل رفاق حسين باستيان دانكرت وكريستيان دينجيرت كمساعد حكم فيديو ومسؤولي VAR، على التوالي.

## المباراة

### التفاصيل
تم إجراء قرعة في 12 مارس 2021، الساعة 12:00 بتوقيت وسط أوروبا (بعد قرعة ربع النهائي ونصف النهائي)، في مقر الاتحاد الأوروبي لكرة القدم في نيون، سويسرا لتحديد الفائز في الدور نصف النهائي الذي سيتم تعيينه كفريق «المضيف» لأغراض إدارية.
| تشيلسي | 0–4   | برشلونة                                                          |
| ------ | ----- | ---------------------------------------------------------------- |
|        | تقرير | ليوبولز 1' (هـ.ذ.) · بوتياس 14' (ركل.) · بونماتي 21' · هانسن 36' |

| تشيلسي | برشلونة |

| ح.م.      | 30 | آن-كارتر برغر         |     |     |
| ظ.يم.     | 7  | جيسيكا كارتر          |     |     |
| ق.د.      | 4  | ميللي برايت           |     |     |
| ق.د.      | 16 | ماغدالينا أريكسون (ك) |     |     |
| ظ.يس.     | 21 | نيام كارلس            |     |     |
| و.يم.     | 8  | ميلاني ليوبولز        |     | 46' |
| و.م.      | 5  | صوفي إنجل             | 38' |     |
| و.يس.     | 10 | جي سو يون             |     | 73' |
| م.يم.     | 14 | فران كربي             |     |     |
| ق.هـ.     | 23 | بيرنيل هاردا          |     |     |
| م.يس.     | 20 | سام كر                |     | 73' |
| البدلاء:  |    |                       |     |     |
| ح.م.      | 1  | زيكيرا موتشوفيتش      |     |     |
| ح.م.      | 28 | كارلي تيلفورد         |     |     |
| دفاع      | 3  | هانا بلاندل           |     |     |
| دفاع      | 25 | جونا اندريسون         |     |     |
| دفاع      | 29 | يوريا فوكس            |     |     |
| وسط       | 11 | جورو ريتن             |     | 46' |
| وسط       | 17 | جيسي فليمينغ          |     |     |
| وسط       | 24 | درو سبينس             |     |     |
| هجوم      | 9  | بيثاني إنجلاند        |     | 73' |
| هجوم      | 22 | إيرين كوثبرت          |     | 73' |
| هجوم      | 33 | آغنس بيفر-جونز        |     |     |
| المدرب:   |    |                       |     |     |
| إيما هايز |    |                       |     |     |

| ح.م.        | 1  | ساندرا بانيوس          |     |     |
| ظ.يم.       | 8  | مارتا توريخون          |     | 82' |
| ق.د.        | 12 | باتريشيا غويغارو       |     |     |
| ق.د.        | 4  | ماريا بيلار ليون       |     |     |
| ظ.يس.       | 15 | ليلى وهابي             | 69' | 82' |
| و.يم.       | 14 | آيتانا بونماتي         |     |     |
| و.م.        | 10 | خيرة حمراوي            |     |     |
| و.يس.       | 11 | اليكسيا بوتياس (ك)     |     | 71' |
| م.يم.       | 16 | كارولين غراهام هانسن   |     | 62' |
| ق.هـ.       | 7  | جينيفر هرموسو          |     | 71' |
| ه.يس.       | 22 | ليكي مارتينس           |     |     |
| البدلاء:    |    |                        |     |     |
| ح.م.        | 13 | كاتا كول               |     |     |
| ح.م.        | 25 | جيمما فونت             |     |     |
| دفاع        | 3  | لايا كودينا            |     |     |
| دفاع        | 5  | ميلاني سيرانو          |     | 82' |
| دفاع        | 18 | آنا ماريا كرنوغوريفيتش |     | 82' |
| دفاع        | 23 | جانا فرنانديز          |     |     |
| وسط         | 6  | فيكي لوسادا            |     | 71' |
| هجوم        | 9  | ماريونا كالدنتي        |     | 62' |
| هجوم        | 20 | أسيسات أوشوالا         |     | 71' |
| هجوم        | 24 | برونا فيلامالا         |     |     |
| المدرب:     |    |                        |     |     |
| لويس كورتيس |    |                        |     |     |

| لاعب المباراة: آيتانا بونماتي (برشلونة) حكام مساعدون: كاترين رافالسكي (ألمانيا) سارة تيليك (النمسا) الحكم الرابع: كاتالين كولشار (المجر) الحكم المساعد الإحتياطي: جوليا ماغنوسون (السويد) حكم الفيديو: باستيان دانكيرت (ألمانيا) مساعد حكم الفيديو : كريستيان دينغرت (ألمانيا) | قواعد المباراة - مباراة من 90 دقيقة - 30 دقيقة وقت إضافي إذا إضطر الأمر - ركلات ترجيحية إذا إستمر التعادل - 12 لاعب إحتياطي - يمكن إجراء 5 تبديلات كحد أقصى, والسادس في حال اللجوء إلى الوقت الإضافي |

|  |  |

## هوامش
1. ↑  تم لعب دور الـ16، الذي كان أتلتيكو مدريد هو الفريق المضيف، في مكان محايد في مونزا، إيطاليا، بسبب قيود السفر المتعلقة بوباء COVID-19 من المملكة المتحدة إلى إسبانيا.[13]
2. ↑  لعبت مباراتا ربع نهائي تشيلسي ضد فولفسبورج في بودابست بسبب قيود السفر المتعلقة بوباء COVID-19 بين ألمانيا والمملكة المتحدة
.[14]

1. 1 2  سيلعب النهائي خلف الأبواب المغلقة بسبب تفشي جائحة فيروس كورونا في السويد.[3]
2. ↑  تم منح كل فريق ثلاث فرص فقط لإجراء التبديلات، مع فرصة رابعة في الوقت الإضافي، باستثناء التبديلات التي تتم بين الشوطين، قبل بدء الوقت الإضافي وبين الشوطين الإضافيين.